# José Cabrinetty
José Cabrinetty Cladera (Palma, 1822-Alpens, 1873) fue un militar español que brilló especialmente en los enfrentamientos contra la facción carlista durante las guerras civiles del siglo XIX.

## Biografía
Comenzó su carrera militar a los catorce años. Luchó en las últimas batallas de la primera guerra carlista, la primera en el País Vasco y, a continuación, las tomas de Aliaga (Teruel), Morella y Berga. Inicialmente estaba bajo el mando del general O'Donnell y más tarde de Espartero, alcanzando el grado de subteniente. Cuando Espartero se fue al exilio le acompañó con dos de sus hermanos.
En 1847, regresó del exilio y reingresó en el ejército con el grado de teniente. En 1859, como capitán, participó en varias batallas de la guerra de África, entre ellas la batalla de los Castillejos. 
Al inicio de la tercera guerra carlista, en 1872, era ya teniente coronel, pero ascendió a brigadier. Al principio luchó en el Penedès; más tarde, en las comarcas de Gerona y finalmente ocupó el cargo de comandante general de la provincia de Lérida. En 1873 liberó Puigcerdá del asedio de los carlistas. Persiguió de manera implacable al jefe carlista Francisco Savalls, el cual lo derrotó el 9 de julio del 1873 en la batalla de Alpens. Cabrinetty murió de un disparo en la nuca cuando entraba a caballo en la plaza del pueblo, lo que llevó a creer que tal vez había sido asesinado por sus propios hombres.
La noticia de la derrota gubernamental en Alpens y de la muerte del brigadier Cabrinetty dio lugar a manifestaciones anticarlistas y a favor de la República en Barcelona al día siguiente de su muerte, el 11 de julio de 1873.

## Distinciones
- Cruz de la Real y Militar Orden de San Hermenegildo
- Cruz Laureada de la Real y Militar Orden de San Fernando.
- Hijo Ilustre de Palma de Mallorca.
- Calles o plazas dedicados en Palma de Mallorca, La Puebla (localidad natal de su madre), Puigcerdá, Lloret de Mar y en Lérida hasta 1938.
- Estatua en Puigcerdá, destruida en 1936 por los anarquistas, y reconstruida en 2012[3]

## Cultura popular
"Sa mort d'En Cabrinetti
xiribiu, xiribiu, bum, bum..
mos n'hem de recordar. Ah, ja, ja..."
(Mallorca)
"Dia memorable nou de juliol,
que a en Cabrinetty se li ha post el sol."
(Cataluña)